# Flockoxbär
Flockoxbär (Cotoneaster multiflorus) är en rosväxtart som beskrevs av Aleksandr Andrejevitj Bunge. Flockoxbär ingår i släktet oxbär, och familjen rosväxter. Utöver nominatformen finns också underarten C. m. calocarpus.

## Bildgalleri

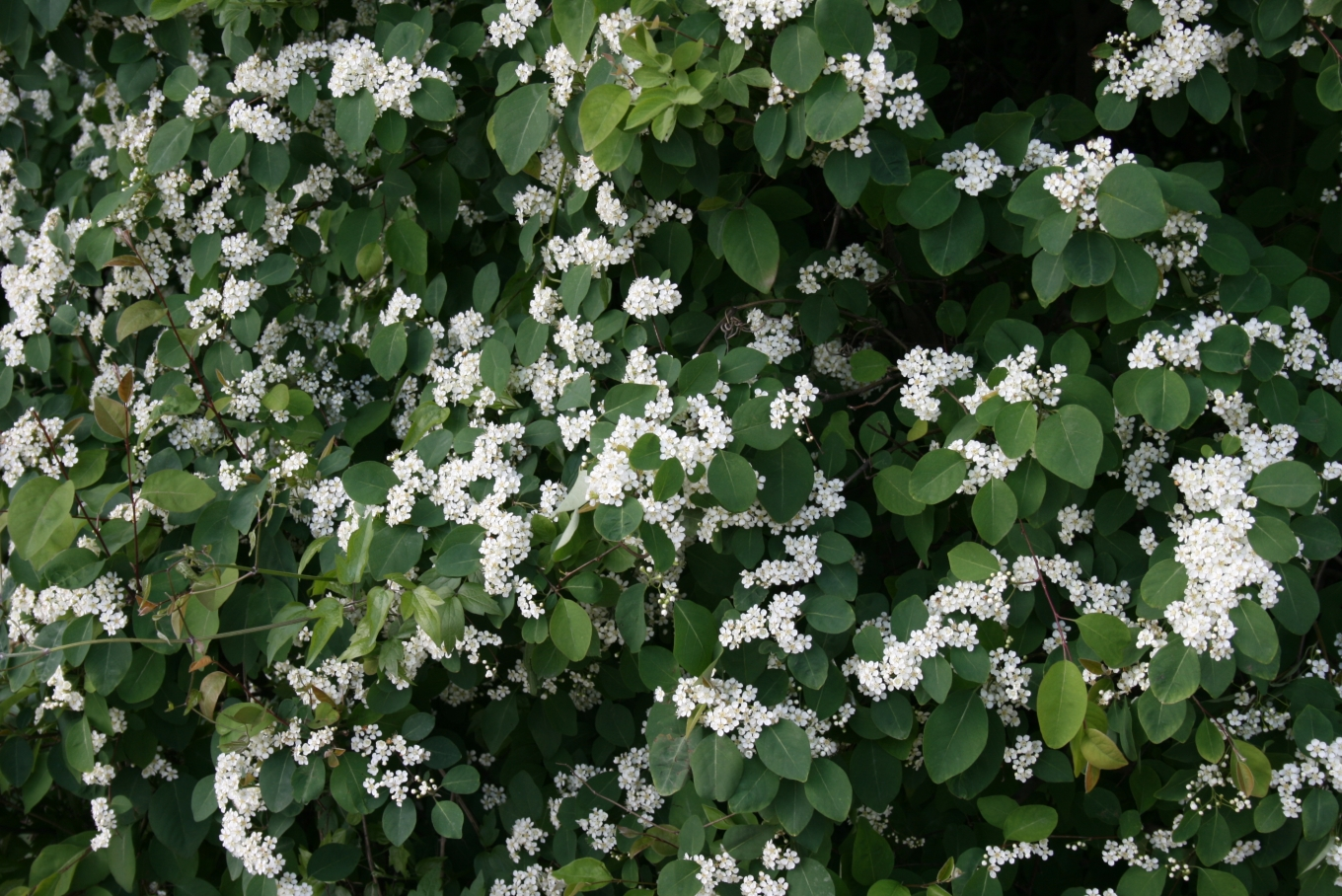
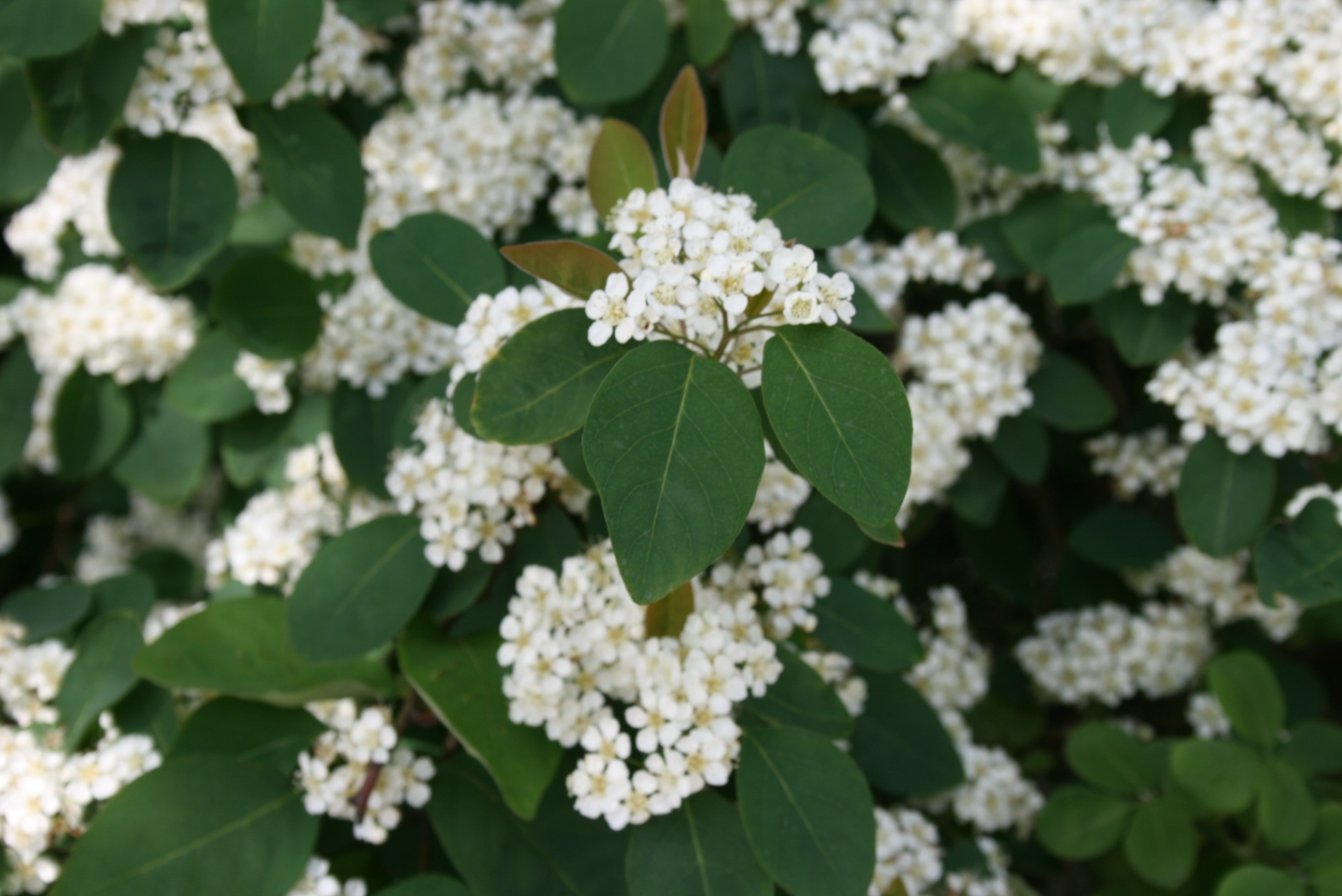